# Procesdynamica
Procesdynamica is een discipline binnen de chemische technologie die zich bezighoudt met het mathematisch beschrijven van processen die veranderen als functie van de tijd. Zulke beschrijvingen worden procesmodellen genoemd en zijn erg nuttig bij het regelen en optimaliseren van (chemische) processen.

## Procesmodellering en identificatie

### Dynamische modellen en concepten
Een procesmodel beschrijft uitgangsvariabelen (toestandsvariabelen) als functie van ingangsvariabelen (regelvariabelen) en de tijd. Een typisch procesmodel is bijvoorbeeld:
{\displaystyle \tau {\frac {dy}{dt}}=K\cdot u-y}
Dit is een eerste-ordetoestandsvergelijking, beschreven als een normale differentiaal vergelijking in het tijdsdomein. Veelvoorkomende toestandsvergelijkingen beschrijven bijvoorbeeld concentratie of temperatuur als functie van de tijd. De {\displaystyle K} heet de versterkingsfactor en de {\displaystyle \tau } heet de tijdsconstante. Hetzelfde model wordt vaak geschreven in het Laplace-domein als:
{\displaystyle G(s)={\frac {\delta y}{\delta u}}={\frac {K}{\tau \cdot s+1}}}
{\displaystyle G(s)} heet ook wel de overdrachtsfunctie, waarin {\displaystyle s} de zogenaamde Laplace-operator is:
{\displaystyle s={\frac {d}{dt}}}
Voor simulatiedoeleinden is het vaak nodig om continue vergelijkingen discreet te maken. Dat kan in het het z-domein als:
{\displaystyle {\frac {y_{k}}{u_{k}}}={\frac {K}{{\frac {\tau }{\Delta t}}+1-z^{-1}}}}
Waar {\displaystyle \Delta t} de grootte van de tijdsstap is en waar {\displaystyle z^{-1}} een shift-operator is, gedefinieerd als:
{\displaystyle y_{k-1}=z^{-1}\cdot y_{k}}
Processen en procesmodellen kunnen schematisch weergegeven worden als blokken met pijlen:

### Fysische modellen
Fysische modellen (of white-box modellen) zijn in de procesdynamica vaak gebaseerd op massa- en energiebalansen (zie balans (scheikunde)) en/of bijvoorbeeld reactie kinetiek. Maar soms zit het proces zo complex in elkaar dat het opstellen van een model op basis van fysische kennis van het systeem onmogelijk is. Er kan dan gekozen worden voor het ontwikkelen van zogenaamde black-boxmodellen, op basis van procesgegevens, of er kan gekozen worden voor vereenvoudigde dynamische procesmodellen, die vaak de dynamica van een proces toch redelijk goed beschrijven.

### Modellen op basis van data
Als er geen fysisch inzicht is of er is maar weinig tijd is voor het ontwikkelen van modellen, kan er gekozen worden voor een black-boxmodelaanpak, waarbij er empirische relaties gevonden worden tussen ingangsvariabelen en uitgangsvariabelen. Voorbeelden van black-boxmodellen zijn PLS (Partial Least Squares)-modellen, tijds-reeksmodellen (bijvoorbeeld autoregressive modellen),  neurale netwerken, Fuzzy modellen. 

## Processimulatie
Zodra een procesmodel geformuleerd is, kan het gedrag van het proces bestudeerd worden aan de hand van simulatie.

### Stapresponsie
Een van de meest voorkomende testmethodes is de zogenaamde stapresponsie, waarbij het effect van een stapverstoring op het ingangssignaal {\displaystyle u} op het uitgangssignaal {\displaystyle y} bekeken wordt:
Uit een stapresponsie kunnen gemakkelijk de versterking en de tijdsconstante bepaald worden, ook kan in een oogopslag bekeken worden of het proces een tijdsvertraging, of dode tijd heeft.

### Frequentieresponsie
Uit een frequentieresponsie kan het effect van een sinusvormig ingangssignaal op de faseverschuiving en amplitude van het uitgangssignaal bekeken worden. Een frequentieresponsie wordt ook wel een bodediagram genoemd.

## Procesregeling
Een gecontroleerd of geregeld proces heeft veel voordelen, productie wordt efficiënter, veiliger en flexibeler.

### De Smith predictor
De Smith predictor is een modelgebaseerde regelaar die in staat is om met dodetijdverschijnselen of inverse responsies van processen om te gaan, vaak wordt de Smith predictor daarom wel een dodetijdcompensator genoemd.

### De voorwaartskoppelingsregelaar
Een voorwaartskoppelingsregelaar kan gebruikt worden wanneer verstoringen in het proces meetbaar zijn. Als de verstoring meetbaar is kan er een overdrachtsfunctie voor opgesteld worden die de verstoring compenseert. Voorwaartskoppelingsregelaars worden vaak gebruikt in de temperatuursregeling  van een  destillatiekolom, waarbij de voeding de verstoringsvariabele is en de reflux de regelvariabele.

### De cascaderegeling
Bij trage processen
Het uitgangssignaal van één regelaar (de master) bepaalt de setpoint van de tweede regelaar (de slave). De slave-regeling vangt direct een drukwijziging van de stoom op zonder een grote afwijking van de temperatuur te veroorzaken. Wordt ook wel Master/Slave regeling genoemd.

## Aanbevolen literatuur
- William L. Luyben, Process modeling, simulation and control for chemical engineers (1990), second edition, McGraw Hill.
- George Stephanopoulos, Chemical process control: an introduction to theory and practice (1984), Prentice-Hall International Editions
- Brian Roffel and Ben H.L. Betlem, Advanced Practical Process Control" (2003), Springer-Verlag